# Nyírtelek
Nyírtelek [ňírtelek] (do roku 1952 Királytelek) je město ve východním Maďarsku v župě Szabolcs-Szatmár-Bereg, spadající pod okres Nyíregyháza. Nachází se asi 6 km severozápadně od Nyíregyházy. V roce 2015 zde žilo 6 555 obyvatel. Podle údajů z roku 2001 zde bylo 99 % obyvatel maďarské a 1 % romské národnosti.
Nejbližšími městy jsou Nyíregyháza a Rakamaz. Poblíže jsou též obce Kótaj, Nagycserkesz, Tiszaeszlár a Tiszanagyfalu.